# 조난촌 (미에현 아야마군)
조난촌(城南村)은 미에현 아야마군에 있던 촌이다. 현재 이가시 우에노 시가지와 남쪽으로 접한 지역에 해당한다. 

## 역사
- 1889년 4월 1일 - 정촌제 시행에 의해 아하이군 조난촌이 성립하였다.
- 1896년 4월 1일 - 군제 시행에 의해 아야마군으로 변경되었다.
- 1941년 9월 10일 - 우에노정,니이촌, 나가타촌, 오타촌, 미타촌, 하나노키촌과 합병해 우에노시가 성립하여 동일 조난촌은 폐지되었다.

## 교통

### 철도
- 간사이 급행전철
  - 이가선

## 참고문헌
- 角川日本地名大辞典 24 三重県